# Muzeul de Artă „Casa Simian”
Muzeul de Artă „Casa Simian” este un muzeu județean din Râmnicu Vâlcea, amplasat în Str. Carol I nr. 25. 
Clădirea care adăpostește Muzeul de Artă a aparținut familiei Nae și Tita Simian originari din Săliștea Sibiului, proprietari ai unei fabrici de încălțăminte în Râmnicu Vâlcea, la jumătatea secolului al XX-lea. Casa beneficiază de o structură arhitectonică specifică, însumând două tipuri de spațiu, unul punând în valoare expresivitatea casei vechi a familiei Simian, construită în 1940, de arhitecții Gheorghe Simotta (1891 - 1979) și Nicolae Lupu, ambii de orientare neo-românească, și un altul neutru, funcțional pentru necesitățile unei galerii de artă, construit odată cu transformarea locuinței în muzeu. 
Expoziția permanentă a Muzeului de Artă, reunește lucrări de valoare de pictură și de sculptură românească, aparținând unor artiști de renume de la sfârșitul secolului al XIX-lea: N. Grigorescu, Nicolae Vermont, Sabin Popp, Ipolit Strâmbu, Sava Henția, Ion Georgescu, F. Storck. Din prima jumătate a secolului XX, muzeul deține lucrări de Gh. Petrașcu, N. Tonitza, Th. Pallady, C. Michăilescu. A doua jumătate a secolului XX cuprinde în expunere lucrări ale pictorilor: H. Catargi, I. Țuculescu, Florin Niculiu, Margareta Sterian, Micaela Eleutheriade, Lucia Dem. Bălăcescu, Corneliu Baba, Camil Ressu, Horia Bernea, Virgil Almășanu, Dan Hatmanu, Sabin Bălașa, Ion Sălișteanu, Paul Gherasim, Ion Grigorescu, Marin Gherasim, Viorel Mărgineanu etc. și câteva lucrări de sculptură dintre care se remarcă prin calitatea artistică, cele realizate de George Apostu, Ovidiu Maitec și Costel Badea. Muzeul posedă un tablou din Școala venețiană din prima jumătate a secolului al XVIII-lea. 
Prin organizarea unor tabere de creație, în ultimul deceniu al secolului XX, s-a obținut o îmbogățire a colecțiilor cu lucrări ale unor pictori contemporani: Vasile Tolan, Horia Petruțiu, Vioara Bara, Mircea Cătușanu, Adrian Chira, Ion Augustin Pop, Ștefan Pelmuș, Epaminonda Tiotiu. Muzeul de Artă a primit în aceeași perioadă, o donație importantă din partea artiștilor Gheorghița și Gregorian Rusu, cuprinzând lucrări de pictură și grafică.  În expunere sunt incluse și obiecte de artă veche românească, icoane și obiecte de cult din colecția Muzeului Județean, valorificând tendințe formale din secolele XVI - XIX, reprezentative pentru județul Vâlcea. În muzeu se păstrează ușile împărătești de la Mănăstirea Govora (1497), crucifix cu elemente din epoca Renașterii germane (sfârșit de sec. XVI), Sf. Familie, icoane și alte obiecte de cult ortodox. Muzeul de Artă mai posedă o bogată colecție de lucrări de grafică, desene și acuarele care sunt expuse temporar.  Anual, Muzeul de Artă organizează expoziții de pictură și sculptură contemporană, iar în timpul verii, în curtea interioară expun artiști plastici din localitate.
Clădirea muzeului este declarată monument istoric, având codul VL-II-m-B-09613. Clădirea este în stil eclectic, construită în 1940 de arhitectul G. Simotta. A fost vila de reședință a familiei Simian.